# دولانی (ناحیه ناخود)
دولانی (به چکی: Dolany) یک منطقهٔ مسکونی در جمهوری چک است که در ناحیه ناخود واقع شده‌است.